# Spoorlijn 272
Spoorlijn 272 was een Belgische industrielijn in Kortrijk. De lijn takte af van Spoorlijn 66 en verbond deze lijn met de nabijgelegen bedrijventerrein Kuurne. De lijn was 2 km lang en enkelsporig.
Bij de overname van de oude seinpost van station Kortrijk naar PLP-technologie is de toegangswissel uitgebroken en is de lijn ontoegankelijk geworden.

## Aansluitingen
In de volgende plaats was er een aansluiting op de volgende spoorlijn:
Y Heule
Spoorlijn 66 tussen Brugge en Kortrijk